# ミネソタ川

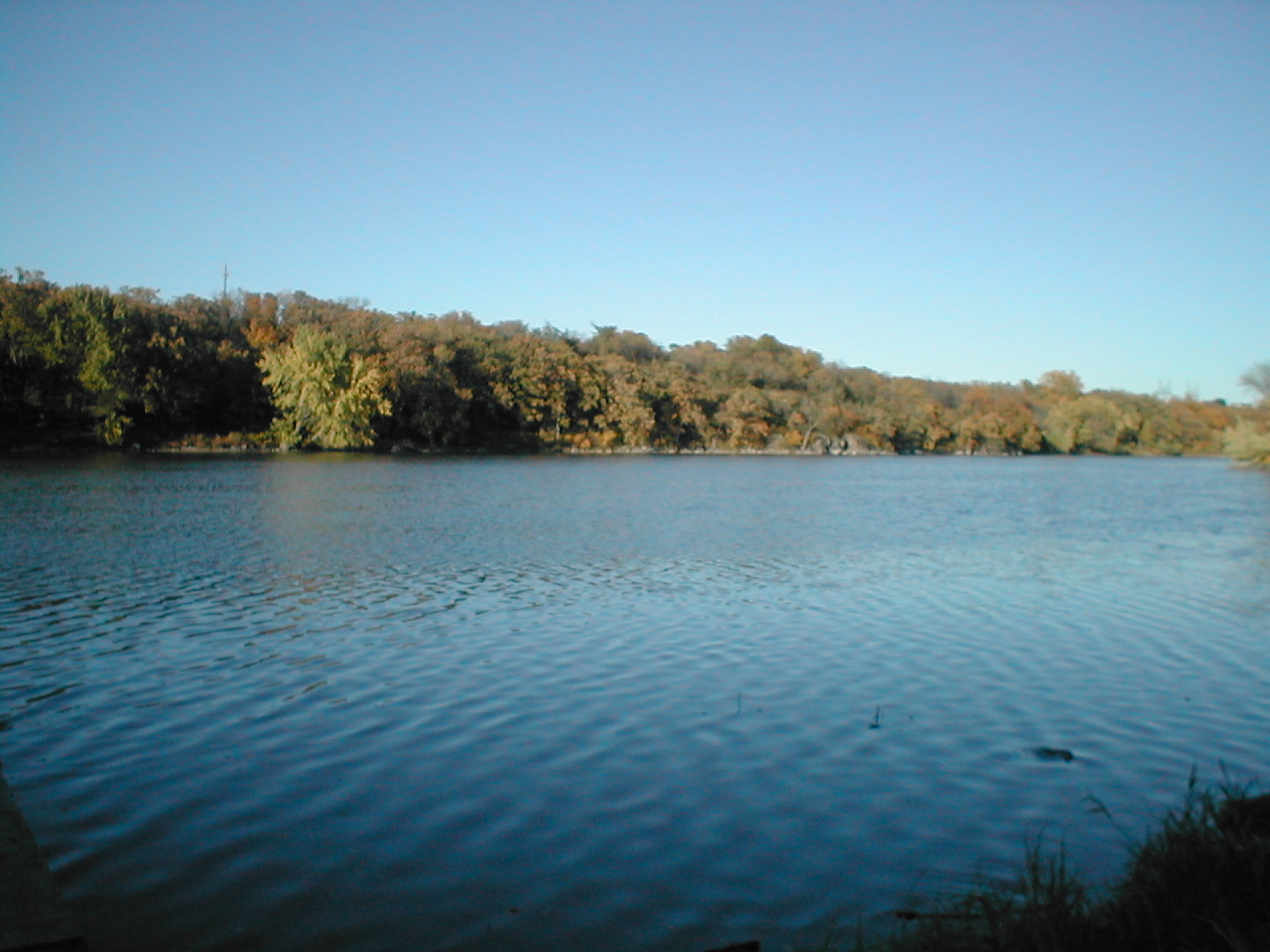
グラニットフォールズ付近

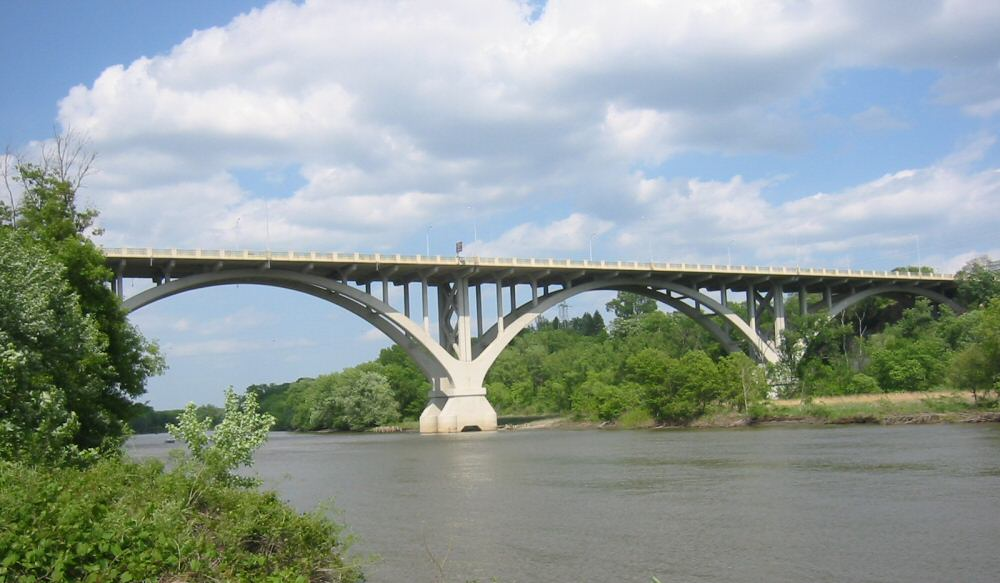
ミシシッピ川との合流点近くに架かるメンドータ橋

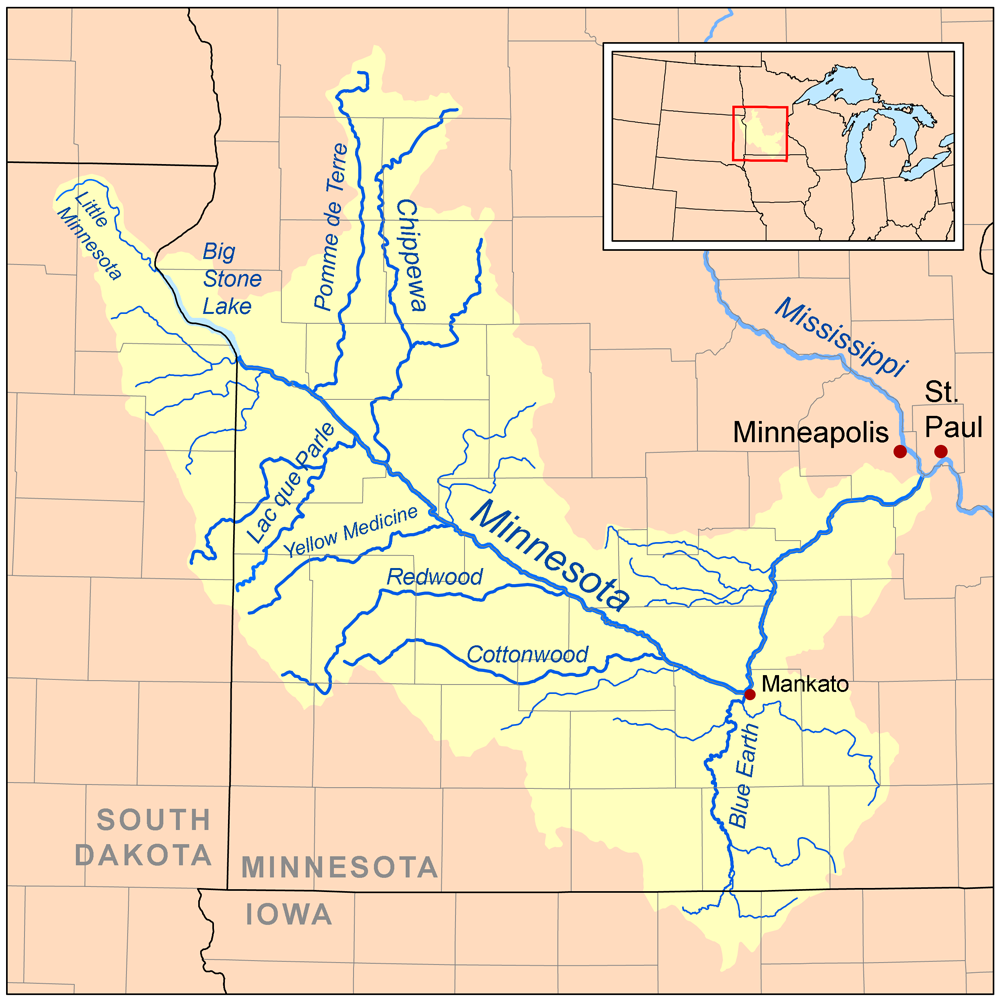
ミネソタ川流域

ミネソタ川（ミネソタがわ、Minnesota River）は、アメリカ合衆国ミネソタ州南部を東西に流れる長さ534kmの河川で、ミシシッピ川の支流のひとつである。流域面積約44,000km2のうち38,205km2がミネソタ州内である。残りの約6,000km2はミネソタ州に隣接するサウスダコタ州やアイオワ州にかかっている。

## 流路
ミネソタ州南西部、サウスダコタとの州境に程近いビッグストーン湖を水源としている。上流域から中流域にかけては南東に流れ、マンカトで流路を北東に変える。やがてミネアポリス・セントポール都市圏に入り、ミネアポリス・セントポール両都市の南側にあるミネアポリス・セントポール国際空港の近くでミシシッピ川に合流する。合流点には国の歴史的ランドマークに指定されているスネリング砦跡がある。ミネソタ川流域はミネソタ州の地方区分の1つとして位置づけられている。

## 名称の由来
名称はダコタ族の言語で「水」を意味するmniと「曇り空のような」を意味するsotaをあわせて付けられた。後にミネソタ州となる準州の名は、川に由来している。

## 地質学
ミネソタ川が流れる谷は1万年ほど前の最終氷期に形成されたものである。谷の幅は約8km、深さは約80mにおよぶ。